# Beniaminio Mateinaqara
Beniaminio Mateinaqara (19 de agosto de 1987) es un futbolista fiyiano que juega como arquero en el Lautoka.

## Carrera
Debutó en 2006 jugando para el Nadi FC. En 2011 pasó al Navua FC, y en 2013 regresó al Nadi. En 2015 viajó a Papúa Nueva Guinea para incorporarse al Hekari United. En 2016 volvió a Fiyi para jugar en el Suva, y en 2017 fichó por el Lautoka.

### Clubes
| Club                         | País               | Año             |
| ---------------------------- | ------------------ | --------------- |
| Nadi FC                      | Fiyi               | 2006 - 2010     |
| Navua FC                     | Fiyi               | 2011 - 2012     |
| Nadi FC                      | Fiyi               | 2013 - 2015     |
| Hekari United Football Club  | Papúa Nueva Guinea | 2015            |
| Suva Football Club           | Fiyi               | 2016            |
| Lautoka Football Association | Fiyi               | 2017 - Presente |

### Selección nacional
Fue convocado para representar a Fiyi en la Copa de las Naciones de la OFC 2008, 2012 y 2016. Además, ganó la medalla de plata en los Juegos del Pacífico Sur 2007.